# Dysschema vestalis
Dysschema vestalis là một loài bướm đêm thuộc phân họ Arctiinae, họ Erebidae.